# Toray Pan Pacific Open 1978
Il Toray Pan Pacific Open 1978 è stato un torneo di tennis giocato sul cemento.
È stata la 3ª edizione del Toray Pan Pacific Open, che fa parte del WTA Tour 1978. Si è giocato al Tokyo Metropolitan Gymnasium di Tokyo, in Giappone, dall'11 al 17 settembre 1978.

## Campionesse

### Singolare
Virginia Wade ha battuto in finale  Betty Stöve con il punteggio di 6–4, 7–6

### Doppio
- Doppio non disputato